# Toy Town
Pour les articles homonymes, voir Toytown (homonymie).
Toy Town est une chanson happy hardcore du duo britannique DJ Hixxy et MC Sharkey. Sorti en 1995, le single est un succès dans les clubs britanniques, atteint la 24e place du classement UK Dance Singles au Royaume-Uni et a un impact décisif sur la scène musicale rave britannique, qui s'éloigne du breakbeat pour se tourner vers le nouveau son happy hardcore « cheesy ».

## Production
Le morceau, écrit et produit par DJ Hixxy et MC Sharkey, s'inspire de la phase « toytown techno », caractérisée par des morceaux tels que « Charly » de The Prodigy. Elle commence par un amen break haché et se poursuit avec des voix « douce », un « kick bondissant » et un « pattern de stab ultra-cheesy ». On y retrouve des éléments de hip-hop, de house, de gabba et de techno. Jouant sur le tempo élevé caractéristique du « speedrush » du genre, à la fin du morceau, il est décrit comme allant vers une « manie imparable »,,,,. 
En 1994, il devient un « hymne » de club et, après sa sortie sur le label Essential Platinum en 1995, il atteint la 24e place du classement officiel des Dance Singles au Royaume-Uni, et se vend à environ 5 000 exemplaires,. La réception du titre est divisée, avec à la fois du soutien et de la détraction. MC Magika déclare qu'il s'agissait d'une « bifurcation dans la route » qui « a presque détruit la scène dans sa forme actuelle » D'une part, il est considéré comme une « bouffée d'air frais » en raison de l'absence de breakbeats, qui attire une nouvelle génération, mais d'autre part, beaucoup trouvent le son « ringard ». Le son hardcore « juvénile », au tempo élevé, avec des voix pitchées et des refrains et samples accrocheurs, devait annoncer la « mort de la rave », mais le succès du morceau est cité comme preuve contraire.
Le succès « culte » du morceau suscite l'intérêt du label React. En conséquence, Hixxy et Sharkey sont signés par le label pour créer la série de compilations hardcore Bonkers, qui connait au moins 19 volets entre 1996 et 2009, obtenant à la fois des succès de vente et de classement, même si elle n'a pas atteint le cachet critique des sons plus « cool ». Toy Town est le premier titre de la première compilation,,.
Dans un article rétrospectif de 2011, le DJ Kutski de BBC Radio 1 déclare que ce titre était un « classique » et « la définition du genre hardcore britannique ». 

## Liste des pistes
- Toy Town ('Noddy and Bigears' Mix) - (6:13)
- Toy Town ('In Ya Face' Mix) - (5:16)
- Toy Town (Bass-D, F. Noize and Potato Remix) - (3:23)

## Classements
| Classement       | Année | Meilleure position |
| ---------------- | ----- | ------------------ |
| UK Dance Singles | 1995  | 24                 |